# Epicarsia
Epicarsia là một chi bướm đêm thuộc họ Erebidae.